# Blackface

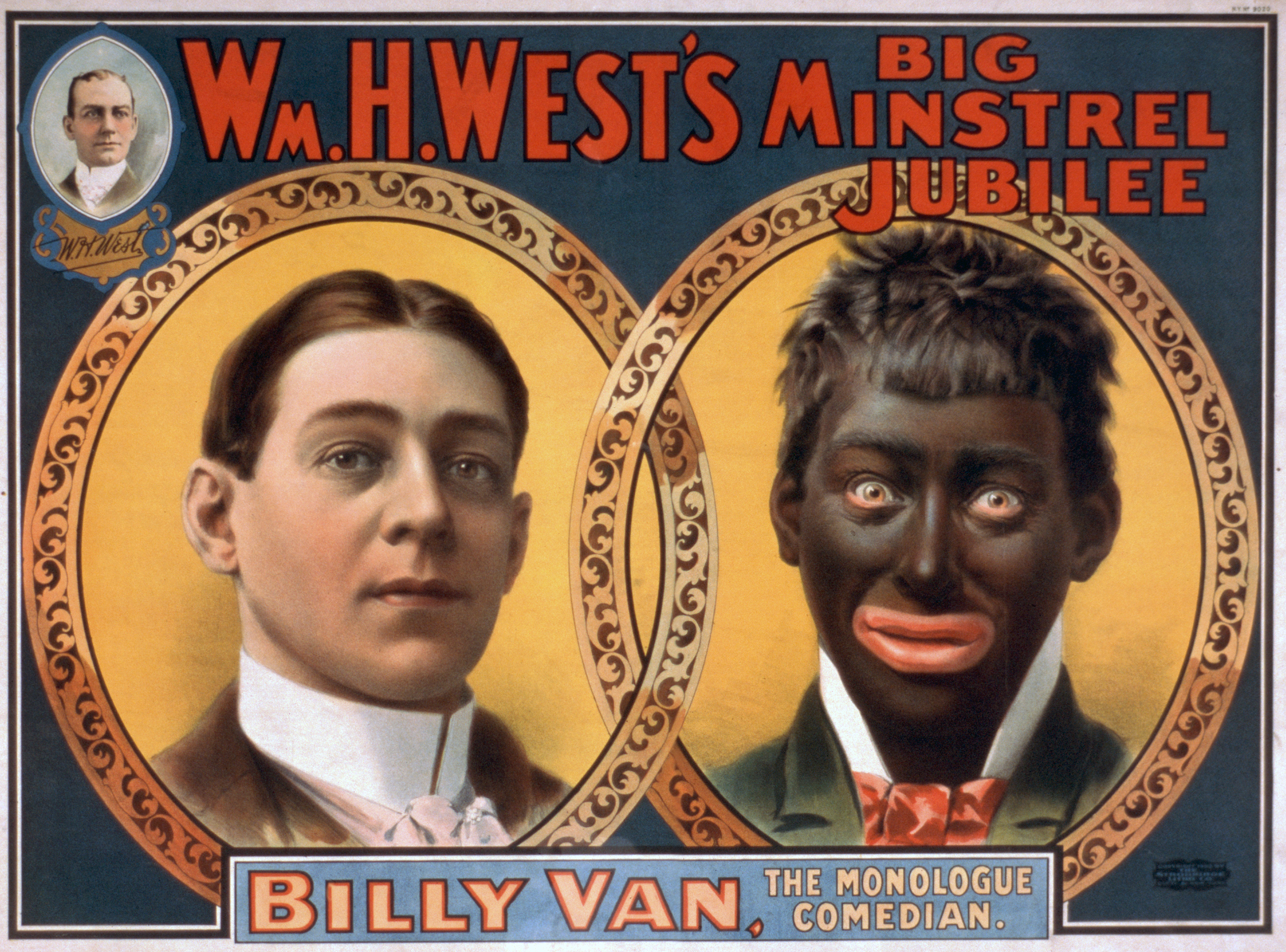
Plakát k Minstrel show z roku 1900.

Blackface je forma divadelního make-upu, který používali především herci s bílou pletí, aby karikovali lidi s tmavou pletí. Ironické zpodobnění lidí tmavé kůže si získalo popularitu v USA 19. století a napomohlo šíření rasových stereotypů. Blackface byl používán nejdříve v tzv. minstrel show, ze kterých se v polovině 19. století stala svébytná forma amerického divadelnictví. Na začátku 21. století začalo být v USA používání blackface vnímáno negativně jako urážlivé a neuctivé, ovšem v jiných zemích bylo používáno i nadále.

## Historie
V USA se blackface používal zhruba jedno století od roku 1830. Technika se následně rozšířila do dalších zemí, zejména do Spojeného království, kde se používala ještě ve druhé polovině 20. století (např. v televizním pořadu stanice BBC s názvem The Black and White Minstrel Show, který byl vysílán v letech 1958 až 1978). Blackface se nejdříve rozšířil v tzv. minstrel show a posléze se stal obecně známou technikou při karikování lidí s tmavou pletí. V roce 1910 byl blackface také použit např. při slavné mystifikaci na lodi Dreadnought. Prostřednictvím minstrel show se začaly do povědomí širokého publika dostávat rasové stereotypy. Vedle nich ovšem také prvky černošské kultury, i když někdy zkreslenou formou. Z dnešního pohledu je ovšem na tento přínos pohlíženo částečně jako na vykořisťování a využívání Afroameričanů a jejich kultury. Od poloviny 20. století se s postupnou proměnou vnímání ras a rasismu začalo v USA od techniky blackface odstupovat.
Historický původ používání černého make-upu bílými herci není dosud uspokojivě datován. Americký novinář a komentátor John Strausbaugh označil blackface za součást tradice zobrazování a vystavování černochů pro účely pobavení a osvěty bílých diváků. Využívání černého make-upu datuje minimálně do začátku 17. století, kdy byl používán v Alžbětinském divadle, zejména ve hře Othello (premiéra r. 1604). Ovšem v těchto případech nešlo o zobrazování černochů jako karikatur, což je zásadní charakteristika termínu blackface. Bližším případem je hra The Padlock (premiéra r. 1769 v New Yorku), ve které bílý herec Lewis Hallam, Jr. ztvárnil roli opilého černocha Munga. Techniky blackface však zásadně zpopularizoval až bílý herec Thomas D. Rice, který v roce 1828 představil svůj výstup „Jump Jim Crow“ s písní a pitvořivým tancem karikujícím černochy. Rice vystupoval po celých tehdejších USA pod pseudonymem Daddy Jim Crow. Právě z jeho výstupu byl později přejat termín Jim Crow pro označení segregačních a diskriminačních zákonů Jima Crowa. Po celý zbytek 19. století byly Minstrel Show v USA velmi populárními představeními.

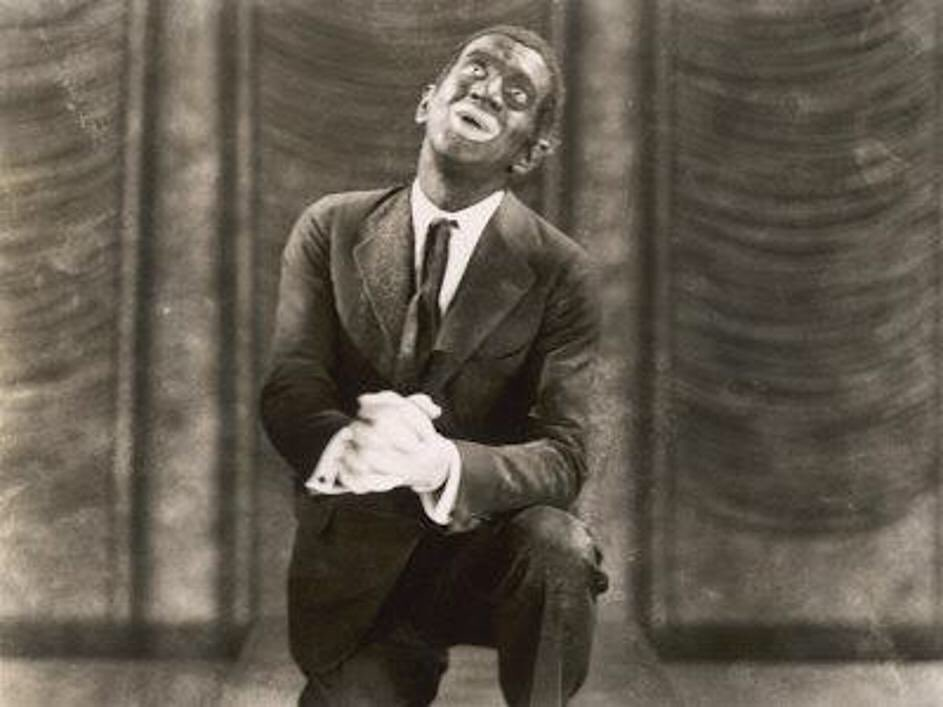
Zpěvák a herec Al Jolson s Blackface.

V první polovině 20. století se technika blackface běžně používala také ve rychle se rozvíjejím filmovém průmyslu. Např. v rané adaptaci knižního bestselleru Chaloupka strýčka Toma (film z r. 1903) hráli všechny černochy běloši. Rovněž ve své době (r. 1915) velmi úspěšný a dnes kontroverzní film Zrození národa používal bílé herce pro role černochů. Pravidelné používání techniky blackface vydrželo v americkém filmu až do konce třicátých let 20. století, poté začal být více a více spojován s rasismem a předsudky. S blackface do té doby vystupovaly takové hvězdy, jako například: Bing Crosby, Fred Astaire, Buster Keaton, Joan Crawfordová, Laurel a Hardy, Shirley Temple nebo Judy Garlandová. Používání bylo tak rozšířené, že se objevilo například i v animovaných filmech, kde blackface nosil např. i Bugs Bunny, a to ještě ve snímcích ze začátku padesátých let.
Ačkoliv je dnes blackface v USA vnímán negativně, stále někteří američtí baviči či herci používají v jistých případech černý make-up, ovšem jejich vystoupení nejsou urážlivá či karikující. V Evropě se černý make-up stále používá při různých folklórních představení či tradicích, stejně jako při karnevalech. Používán byl také např. v populární televizní show Your Face Sounds Familiar (v Česku vysíláno jako Tvoje tvář má známý hlas), ovšem na základě vyžádání majítele licence pořadu byl v polovině dubna 2021 zrušen. „TV Nova své pořady vždy produkuje v souladu s požadavky majitele licence. Doba se mění a s ní i náhled na to, co naše civilizace považuje za přijatelné. TV Nova si je těchto posunů vědoma a reflektuje je. Naším cílem vždy bylo a je respektovat a oslavovat umělce celého světa bez ohledu na jejich rasu, pohlaví, sexuální orientaci či jakékoliv jiné charakteristiky,“ zdůvodnil změnu koordinátor pořadu Vojtěch Boháček pro deník Expres.